# Mitrella spelta
Mitrella spelta is een slakkensoort uit de familie van de Columbellidae. De wetenschappelijke naam van de soort is voor het eerst geldig gepubliceerd in 1889 door Kobelt.